# Mictlantecuhtli

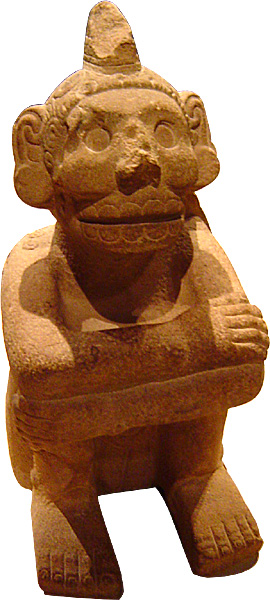
Staandbeeld van Mictlantecuhtli

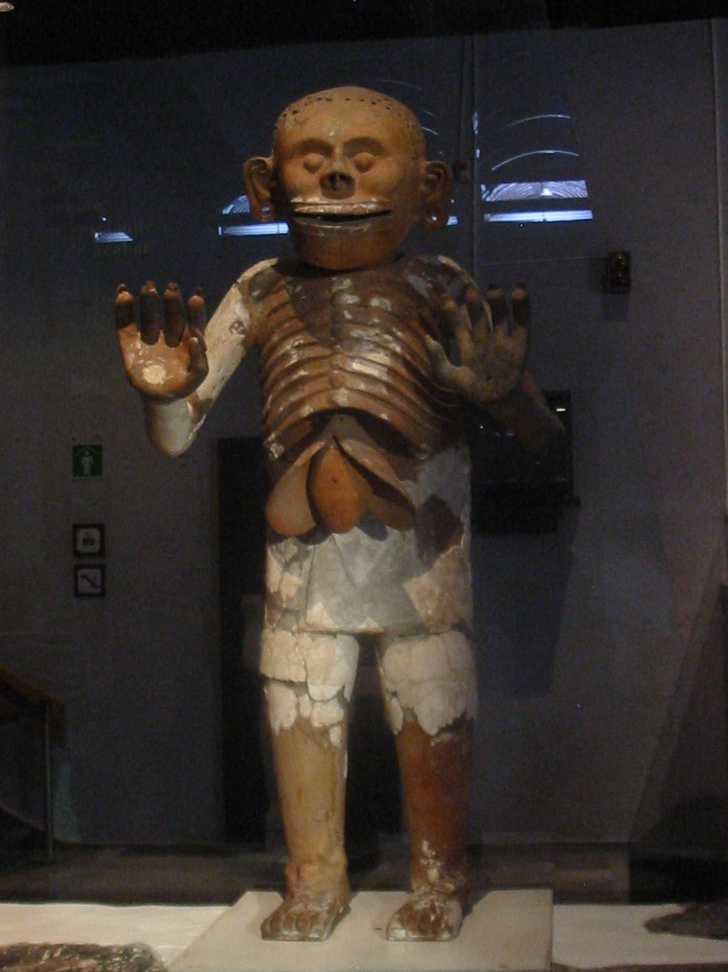
Mictlantecuhtli in het museum van de Grote Tempel in Mexico-Stad

Mictlantecuhtli („Heer van Mictlan“) was in de Azteekse mythologie de god van de dood en de koning van Mictlan (Chicunauhmictlan), de laagste en meest noordelijke sectie van de onderwereld.
Hij was een van de belangrijkste goden van de Azteken en was de prominentste van verscheidene goden en godinnen van de dood en de onderwereld (zie ook Chalmecatl). De verering van Mictlantecuhtli impliceerde soms ritueel kannibalisme in en rond de tempel, met menselijk vlees.
Hij werd als een met bloed bespat skelet afgeschilderd, of als persoon met een schedel als hoofd. Zijn kapsel werd verfraaid met uilenveren en papieren stroken, en hij droeg een halsband van menselijke oogbollen. Hij was niet de enige Azteekse god die op deze wijze af werd geschilderd, aangezien talrijke andere goden schedels als hoofd hadden of kleding of decoratie droegen die beenderen en schedels toonden. Hoewel dergelijke beeldspraak vandaag ziekelijk wordt genoemd, was de skeletachtige beeldspraak in de Azteekse wereld een symbool van vruchtbaarheid, gezondheid en overvloed, die op de nauwe symbolische banden tussen dood en het leven rustte.
Zijn vrouw was Mictecacihuatl, en samen (zo wordt gezegd) dwalen zij rond in een huis zonder ramen in Mictlan. Mictlantecuhtli werd geassocieerd met spinnen, uilen, vleermuizen, het elfde uur, en de noordelijke kompasrichting. Hij was een van weinige goden die kon heersen over alle drie de soorten zielen die door de Azteken worden geïdentificeerd; de normale sterfgevallen (van oude dag, ziekte, enz.), de heldhaftige sterfgevallen (bijvoorbeeld in slag, offer of tijdens bevalling), of niet-heldhaftige sterfgevallen.
Mictlanteculhtli was de god van de dag Itzcuintli  (hond), een van de 20 dergelijke tekens die in Azteekse kalender worden erkend, en de mensen voorzag van een ziel als die op die dag geboren waren. Hij werd gezien als bron van de zielen voor hen die geboren werden op de zesde dag van 13-daagse week en hij was de vijfde van de negen Goden van de Nacht van de Azteken. Hij was ook de tweede God van de Week voor de tiende week van twintig-week cyclus van de kalender, aansluitende met de zongod Tonatiuh om de dichotomie van licht en duisternis te symboliseren.
Volgens een Azteekse legende, werden de tweelinggoden Quetzalcoatl en Xolotl gestuurd door de andere goden om de beenderen van de vorige generatie van goden van Mictlanteculhtli te stelen. De god van de onderwereld wilde de vlucht van Quetzalcoatl met een bot blokkeren en, hoewel hij faalde, dwong hij Quetzalcoatl om de beenderen te laten vallen, die door de val verspreid en gebroken werden. De verbrijzelde beenderen werden verzameld door Quetzalcoatl en werden terug gedragen naar het land van de levenden, waar de goden hen in de diverse rassen van sterfelijken omzetten.